# تلمبه باباحاجی زادگان
تلمبه بابا حاجی زادگان یک منطقهٔ مسکونی در ایران است که در دهستان بنارویه واقع شده‌است.